# Pat Cox
Pat Cox (Dublin, 28. studenog 1952.), irski političar, predsjednik Europskog parlamenta od siječnja 2002. do srpnja 2004. Prije ulaska u politiku radio je za irsku radio-televiziju RTÉ. Prva funkcija bila mu je mjesto zastupnika u Dáil Éireannu kao predstavnik biračkog okruga Cork South Central. Bio je irski predstavnik u Europskom parlamentu od srpnja 1989. do srpnja 2004.